# Howelsen Hill
Howelsen Hill ist eine Anlage mit sieben Skisprungschanzen in der Stadt Steamboat Springs im US-Bundesstaat Colorado.

## Geschichte
Für den Steamboat Springs Winter Carnival wurde 1914 eine Skisprungschanze in einer als Elk Park bezeichnetes Gebiet errichtet. Der Grund für das große Interesse am Skisport waren vor allem die Vorstellungen des norwegischen Einwanderers und Skispringers Carl Howelsen. Dem späteren Namensgeber der Schanze wird ein maßgeblicher Anteil an der Entwicklung des Skisports in Colorado zugeschrieben.
Auf der Anlage wurden in den Jahren 1916 bis 1918 drei Skiflugweltrekorde aufgestellt. Im Laufe der Zeit mussten an der Schanze mehrfach Arbeiten durchgeführt werden, um sie den immer wieder neu ausgegebenen FIS-Anforderungen anzupassen. In den 1970er Jahren war nach einem Brand ein Neubau nötig, in dessen Zuge entstanden bis 1978 die sieben heutigen Schanzen. Seit der Mattenbelegung der HS 75 im Jahr 2005 ist die Nutzung ganzjährig möglich.
Auf der Schanze wurden neben Wettbewerben in der Nordischen Kombination viele Nationale Meisterschaften ausgetragen.